# Tour de Flandes 1928
El Tour de Flandes 1928 és la 12a edició del Tour de Flandes. La cursa es disputà el 25 de març de 1928, amb inici i final a Gant i un recorregut de 225 quilòmetres.
El vencedor final fou el belga Jan Mertens, que s'imposà a l'esprint als seus quatre companys d'escapada en l'arribada a Gant. Els també belgues August Mortelmans i Louis Delannoy foren segon i tercer respectivament.

## Classificació final
|    | Ciclista                 | Equip           | Temps      |
| -- | ------------------------ | --------------- | ---------- |
| 1  | Jan Mertens (BEL)        | Securitas       | 6h 55' 00" |
| 2  | August Mortelmans (BEL)  | Touring-Pirelli | m. t.      |
| 3  | Louis Delannoy (BEL)     | Securitas       | m. t.      |
| 4  | Lucien Buysse (BEL)      | Automoto        | m. t.      |
| 5  | Armand van Bruaene (BEL) | La Nordiste     | m. t.      |
| 6  | Leander Gijssels (BEL)   | Automoto        | + 7' 30"   |
| 7  | Julien Vervaecke (BEL)   | Armor-Dunlop    | + 7' 35"   |
| 8  | Jozef van Dam (BEL)      |                 | + 8' 30"   |
| 9  | Jules Deschepper (BEL)   | Van Hauwaert    | + 8' 35"   |
| 10 | Raoul Degroote (BEL)     |                 | + 8' 40"   |